# العصر الجليدي: مغامرات باك وايلد
العصر الجليدي مغامرات باك وايلد هو فيلم رسوم متحركة أمريكي ينتمي إلى تصنيف الكوميديا والمغامرات لعام 2022 من إخراج جون سي دونكين - في أول ظهور له كمخرج - وسيناريو لجيم هيشت وراي ديلورينتيس وويليام شيفرين. إنه جزء منشق من سلسلة العصر الجليدي (فيلم) . سيمون بيج (يقوم بإعادة تأدية دور باك وايلد)، وفنسنت تونج، وآرون هاريس، وأوتكارش أمبودكار، وجوستينا ماتشادو، يؤدون أيضًا دور البطولة في هذا الفيلم.
الفيلم يدور عن الأخوين الأبوسوم كراش وإدي في مغامرتهما ليصيرا مستقلين بذاتهما بصحبة شخصية باك وايلد التي يحمل الفيلم اسمها. كان مخططًا في البداية أن يكون العصر الجليدي مغامرات باك وايلد مسلسلًا تلفزيونيًا، ولكن أعيد تطويره إلى فيلم طويل. من إنتاج والت ديزني بيكتشرز مع خدمات الرسوم المتحركة من قبل بارديل إنترتينمنت، صدر في 28 يناير 2022، كفيلم أصلي من ديزني
تلقى الفيلم بشكل عام مراجعات سلبية من النقاد الذين انتقدوا إعادة صياغته للممثلين الصوتيين، وانعدام التركيز على الشخصية صاحبة عنوان الفيلم (باك وايلد) بشكل أساسي، وضعف جودة الرسوم المتحركة، وغياب شخصية سكرات، والقرار بعدم مشاركة بلو سكاي ستوديوز في صنع الفيلم.

## القصة
يتسبب كراش وإيدي عن طريق الخطأ في إحداث انهيار جليدي وتدمير منزل العصابة الصيفي. تغضب العصابة منهم، فيغادر كراش وإيدي المعسكر مؤقتًا في الخفاء. يتعثر كراش وإيدي عند مدخل العالم المفقود - أرض مليئة بالديناصورات - وتصر إلي على البحث عنهم. يلجأ كراش وإدي إلى باك وايلد، الذي ينقذهم من الطيور الجارحة ويخبرهم أن بروتوسيراتوبس يدعى أورسون، الذي تعرض للتنمر في صغره بسبب عقله الهائل، قد هرب من المنفى وأتى لغزو العالم المفقود. يحاول باك أن يعيد كراش وإيدي إلى المنزل ولكنه اكتشف أن أورسون قد سد المدخل بصخرة.
يذهب باك والأبوسوم إلى مخبأ باك، وهناك يخبرهم باك أنه كان في السابق جزءًا من فرقة قديمة أنشأت «حفرة الري» كمكان للتعايش السلمي للحيوانات. ويواصل كلامه بأن أورسون رفض عرضه بالانضمام إلى الفريق لأنه كان يؤمن بعالم يسيطر فيه القوي على الضعيف مع كونه قائدهم جميعًا. يوضح باك كذلك أنهم هزموا أورسون وقاموا بنفيه إلى جزيرة، حيث تعلم فيها أنه يستطيع السيطرة بالنار على طائرين جارحين.
وجد الطائران الجارحان مخبأ باك، لكن زي - حيوان زوريلا كان ينتمي إلى فرقة باك السابقة - أنقذ باك والأبوسوم باستخدام غاز هزم به الطيور الجارحة. ثم حصل أورسون على جيش من الطيور الجارحة وهاجم حفرة المياه، وعندها يطلب باك وزي من الحيوانات إخلاء المكان. ذهب باك وزي - الذان توترت علاقتهما بعد تفكك فريقهما - مع الأبوسوم طلبًا للنجدة. وصلوا إلى البحيرة المفقودة واستدعوا صديقهم القديم موما، وهو تيرانوصور . عندما وصل أورسون وطيوره الجارحة وهاجموهم مجددًا، سامح باك وزي بعضهما على فض فريقهم القديم ووافقا على العمل معًا. قام باك بتشتيتهم وتم إمساكه، مما سمح للآخرين بالهرب.
حاول زي والأبوسوم معرفة كيف يتحكم أورسون في الجوارح كخطة لاستعادة باك. اكتشفت إيلي والآخرون أن كراش وإدي دخلا العالم المفقود وكشفوا المدخل. اصطدموا بموما، التي أخبرتهم أن كراش وإدي في خطر. حررت زي والأبوسوم باك وقاتلوا أورسون وجيشه بمساعدة الآخرين. حاول باك أن يوضح لأورسون أن الجميع بحاجة إلى العيش في سلام، لكن أورسون صده بغطرسة وواصل القتال. اكتشف إيدي وكراش أن أورسون يتحكم في الطيور الجارحة بالنار، فقاموا بإشعال نارهما الخاصة ومنعوا الطيور الجارحة من القتال وجعلوهم يطاردون أورسون بدلاً من ذلك، وإنقاذ العالم المفقود.
تعتذر إيلي والآخرون لكراش وإدي ويطلبون منهم العودة إلى المنزل، لكن كراش وإدي يخبرانهم برغبتهما في البقاء في العالم المفقود مع باك وزي. حزنت إيلي من قرارهم وسمحت لهم بالبقاء وقامت بتوديعهم، لكن كراش وإدي لا زالوا يأتون لزيارة العصابة.